# Het Hofland
Het waterschap Het Hofland was een klein waterschap in de gemeente Idaarderadeel in de Nederlandse provincie Friesland.
Dit waterschap werd opgericht tot verbetering van de bemaling in het gebied, die tot dan toe plaatsvond door middel van een aantal windwatermolens. Later werden de windwatermolens vervangen door een elektrisch gemaal.
Het gebied van het voormalige waterschap maakt sinds 2004 deel uit van het Wetterskip Fryslân.